# 수원 아너스빌 위즈
수원 아너스빌 위즈(Suwon Honorsville Wiz)는 경기도 수원시 장안구 송죽동에 위치한 초고층 주상복합 아파트이다. 총 2개동, 798세대로 이루어져 있다.

## 같이 보기
- 수원시의 마천루 목록